# José Murcia
José Murcia González (Cordova, 3 dicembre 1964) è un allenatore di calcio ed ex calciatore spagnolo, di ruolo attaccante.

## Palmarès

### Allenatore

#### Competizioni nazionali
- Qatar Second Division: 1

Al-Shahaniya: 2017-2018